# Перс (Персејев син)
Перс је у грчкој митологији био Персејев и Андромедин најстарији син.

## Митологија
Персеј је био кратко у браку са Андромедом, а онда је одлучио да се врати у Серифос, али је сина оставио како би могао да наследи свог деду Кефеја, краља Етиопије. Сматра се оцем свих Персијанаца.